# Жоржи, Лидия
Лидия Жоржи (порт. Lídia Jorge; 18 июня 1946, Боликейме, Лоле, Португалия) — португальская писательница.

## Биография
Окончила Лиссабонский университет по специальности романская филология, преподавала, в том числе — в Анголе (1968—1970) и Мозамбике (1970—1974) последних лет колониальной войны, в которой участвовал её муж, военный летчик (позднее этот опыт представлен писательницей в романе «Берег шёпотов»). Дебютировала в 1980 году романом «День чудес», который сближают с магическим реализмом и который стал одной из вех новой португальской литературы постреволюционного периода.
Ведёт колонку в популярной газете Público.

## Признание
Книги писательницы переведены на многие языки. Она — кавалер французского Ордена искусств и литературы (2006). Награждена Большим крестом Ордена Инфанта дона Энрики (2009). Почётный доктор Университета Алгарве (Фару, 2010).

### Премии
- Премия Академии наук Лиссабона (1981)
- Литературная премия Лиссабона (1982, 1984)
- Премия Дона Диниша (1998)
- Премия ПЕН-Центра Португалии (1998)
- Европейский писатель года (премия Жана Монне, 2000)
- Большая премия Португальской ассоциации писателей (2002)
- Международная премия Альбатрос Фонда Гюнтера Грасса (ФРГ, 2006)
- Большая премия Португальского общества авторов (2007)
- Премия Джузеппе Ачерби за литературу, созданную женщинами (Италия, 2007)
- Премия Латинского Союза (2011)
- Премия Фернанду Наморы (2023) за роман Misericórdia
- Премия Медичи (2023) за роман Misericórdia[4]